# 山形県立中央病院
山形県立中央病院（やまがたけんりつちゅうおうびょういん、Yamagata Prefectural Central Hospital）は、山形県山形市青柳地区にある県立の病院。

## 概要
1897年8月、陸軍歩兵第32連隊が山形城址へ駐屯するに当たり、同所に開院した山形衛戍病院を発祥とし、その後、山形陸軍病院と称した。
終戦を経て1945年12月には、国立山形病院として衣替えされ、1953年4月、山形県に運営が移管され山形県立山形病院となる。1963年4月山形県立中央病院と改称。1976年1月、山形大学医学部の設置によって関連教育病院となる。
2001年5月1日、山形市桜町に所在した旧病院（現：県民ふれあい広場が整備）が老朽化したことから山形自動車道山形北IC近接し、県内を縦断する幹線道路である国道13号も至近に整備されていた同市北部の青柳地区に新築移転して診察を開始した。翌年11月9日には、山形自動車道に新たに設置された救急車緊急退出路の運用も開始されたことから救急車によって直接中央病院への進入もできるようになった。
新病院には県内初のホスピス病棟を設置したほか、ヘリポートも併設され県消防防災航空隊の防災ヘリ「もがみ」による直接搬送が可能となり、県全域を診療圏とした救急・特殊医療への対応も整えた。また2012年11月には県のドクターヘリも就航している。病棟は「東病棟」「西病棟」「救命救急センター」に分かれており、一般病棟については各階東西にナースセンターを設けた。
1997年4月には3年制の県立保健医療短期大学(2000年県立保健医療大学に移行）が中央病院の移転開院に先立って青柳地区で開学したほか、中央病院および大学周辺一帯には健康の森公園も整備された。

## 診療科
- 内科 - 診療部位によって「循環器」、「消化器」、「呼吸器」、「血液」、「糖・代謝」に細分化されている。
- 心療内科
- 神経内科
- 外科
- 整形外科
- 眼科
- 歯科口腔外科
- 脳神経外科
- 泌尿器科
- 産婦人科
- 耳鼻咽喉科
- 皮膚科
- 形成外科
- 呼吸器外科
- 心臓血管外科
- 小児科
- 放射線科

## 各部・室・センター
- 看護部
- 薬剤部
- 中央検査部
- 輸血部
- 中央放射線部
- 地域医療部
- 栄養給食室
- 医療福祉相談室
- 救命救急センター
- がん生活習慣病センター

## 各種指定
- 保険医療機関
- 救急告示病院
- 臨床研修指定病院
- 山形大学医学部関連教育病院
- 基幹災害医療センター
- 労災指定病院
- エイズ治療拠点病院
- 生活保護指定病院
- 日本臨床細胞学会施設認定制度認定施設
- 結核予防法指定病院
- 更生医療指定病院
- 育成医療指定病院
- 養育医療指定病院
- 原子爆弾被爆者一般疾病医療取扱病院
- 小児慢性特定疾患治療研究事業受託医療機関
- 地域がん診療拠点病院
- 第一種感染症指定医療機関
- へき地医療拠点病院
- 総合周産期母子医療センター

## 交通アクセス
- JR奥羽本線「南出羽駅」から徒歩5分
- 山形市中心部からは山交バス「県立中央病院(印役経由・花楯/ビッグウィング経由・千歳橋経由)」行で約20分、終点で下車。

　　　　　「漆山経由天童温泉（県立中央病院経由）」行で約20分、「県立中央病院」で下車。
- 天童バスターミナルからは山交バス「漆山経由山形駅前（県立中央病院経由）」」行約20分、「県立中央病院」で下車。
- 山形自動車道 山形北ICより5分
  - 駐車場は一般用が1,018台分、車椅子運転者用が16台分ある